# NeoOffice
 (février 2024).
 (février 2024).
Si vous disposez d'ouvrages ou d'articles de référence ou si vous connaissez des sites web de qualité traitant du thème abordé ici, merci de compléter l'article en donnant les références utiles à sa vérifiabilité et en les liant à la section « Notes et références ».
NeoOffice est une suite bureautique complète et libre pour macOS basée sur le code du logiciel libre OpenOffice.org. Elle  implémente toutes les fonctionnalités de la version correspondante d'OpenOffice.org, incluant un traitement de texte, un tableur, un logiciel de présentation, un  programme de dessin et un logiciel de  Base de données. Elle est développée par Planamesa Software et  utilise le langage de programmation Java pour intégrer OpenOffice.org – initialement développée pour Solaris et Linux – à l'interface Aqua de macOS.
Diffusé depuis l'origine en freeware, ensuite sous condition de faire un don de 8 euros à la fondation, la dernière version, actuellement nommée 2014.6, est aussi vendue depuis août 2013  sur le réseau Apple pour un prix modique.
NeoOffice n’est plus actif depuis décembre 2023. Le projet recommande aux utilisateurs de migrer vers LibreOffice, auquel Patrick Luby de NeoOffice est également contributeur.

## Caractéristiques
NeoOffice est une suite bureautique basée sur OpenOffice.org pour macOS. Des équipes actives de testeurs travaillent en permanence et des correctifs, plus légers à télécharger qu'une mise à jour complète, sont publiés régulièrement. Comme NeoOffice est basée sur le code d'OpenOffice.org, les versions correspondantes à celles d'OpenOffice.org sont publiées un peu plus tard.
En août 2006, la version « officielle » de NeoOffice est la version 1.2.2.  Elle est basée sur la version 1.1.5 d'OpenOffice.org (la plus récente de la branche 1.x), et peut importer les fichiers OpenDocument- formats de documents créés par OpenOffice.org 2.0. Les développeurs annoncent aussi des améliorations de rapidité et de stabilité par rapport aux versions précédentes. Cependant, elle ne fonctionne pas sur les ordinateurs Macintosh équipés de processeurs Intel, à cause des limites du logiciel d'émulation Rosetta que ces machines utilisent pour faire tourner des applications PowerPC-compatibles.
NeoOffice 2.0 est basée sur OpenOffice.org 2.0, et tourne sur des Macintosh équipés de processeurs Intel ou PowerPC. En plus de l'intégration de nouvelles fonctionnalités, elle présente une interface redessinée qui utilise les éléments Aqua d'Apple, donnant à l'application une apparence plus semblable aux autres applications Mac OS X. Une version pour PowerPC  fut accessible d'abord aux membres du NeoOffice Early Access Program (EAP) (Programme d'Accès Anticipé) le 25 avril 2006, et accessible au public un mois plus tard, le 23 mai 2006. Les versions alpha et beta pour Intel suivirent le même processus de publication, étant d'abord accessibles aux membres de l'EAP pendant un mois, et ensuite à tout le monde à la fin de la période d'EAP. La dernière version beta, baptisée « Aqua Beta 3 », a été disponible gratuitement le 29 août 2006.
La première version officielle de cette branche est NeoOffice 2.1. Elle est disponible en téléchargement libre depuis le 26 mars 2007, après une mise à la disposition préliminaire des membres du NeoOffice Early Access Program le 27 février 2007. En plus des améliorations de l'interface utilisateur (incluant des icônes plus conformes au style de Mac OS X), cette version inclut aussi l'importation (encore expérimentale) de documents créés avec la dernière version de Microsoft Word et la gestion des macros VBA créées avec Microsoft Excel.
Depuis le 15 janvier 2009, NeoOffice 3.0 est disponible en tant version test.

## Développement
NeoOffice est développé par Patrick Luby et Edward Peterlin, de Planamesa Software. Contrairement aux progiciels portant la marque "OpenOffice.org", qui étaient initialement publiés sous la licence SISSL, une licence qui permet la création de versions propriétaires du logiciel (notamment StarOffice), NeoOffice est publiée seulement sous la licence GPL, pour garantir que tout logiciel basé sur elle restera libre.  Les versions d'OpenOffice.org depuis la 2.0 sont publiées seulement sous la licence LGPL, mais les auteurs de NeoOffice ont affirmé leur intention de continuer à publier toutes les versions sous la licence standard GPL. Cela empêche d'utiliser les corrections de bugs et les nouvelles fonctionnalités de NeoOffice dans OpenOffice.org.

## Version actuelle
(avril 2009).
Il y a des douzaines de nouvelles fonctionnalités dans NeoOffice 2.2.1. Quelques-unes des plus significatives sont les suivantes :
- Basée sur le code d'OpenOffice.org 2.2.1
- Utilisation du vérificateur orthographique de Mac OS X
- Utilisation du Carnet d'adresses de Mac OS X
- Prise en charge de la plupart des documents Word, Excel et PowerPoint 2007 (Add-in ODF pour Microsoft Word, Excel et PowerPoint)
- Utilise les polices Mac OS X
- Impression native
- Support du presse-papier natif
- Support du glisser-déposer natif
- Prend en charge l'écriture des formats de fichiers ISO 26300 OpenDocument (aka OpenOffice.org 2.0)
- Prend en charge les macros Microsoft Excel VBA
- Inclut le Solver de Novell pour Calc
- Exportation en formats LaTeX et BibTeX
- Gestion expérimentale de l'importation de documents Microsoft Works
- Améliorations significatives du temps de démarrage
- Prend en charge  Java 1.5 sur Mac OS X 10.4
- Nouveau composant de bases de données
- Amélioration du traitement du son
- Tourne sur les Macintoshes  Intel
- Fenêtres d'ouverture et d'enregistrement natives Cocoa
- Davantage de gadgets (barres de défilement, boutons, cases à cocher) sont maintenant Aqua
- Nouvelles icônes du Finder et écran de démarrage ont une apparence plus  Aqua
- Nouvel ensemble Akua d'icônes des barres d'outils ont une apparence plus  Aqua
- Gestion améliorée des thèmes Mac OS X, tels ceux proposés par ShapeShifter

La version 3.4.1. apporte également de nouvelles fonctionnalités. Les plus importantes sont les suivantes :